# فیبر آزمایش
بِرِدبُورد (Breadboard) یا بُورد آزمایشی، چیزی تخته‌مانند در ابعاد کوچک و ساخته‌شده از پلاستیک و فلز است، که در طراحی اولیه (قرارگرفتن قطعات مدار در کنار هم) و آزمایش یک مدار بدون نیاز به لحیم‌کاری استفاده می‌شود.
بیشتر افرادی که در زمینۀ الکترونیک کار می‌کنند، ابتدا مدار خود را بر روی بردبورد می‌بندند و پس از جواب گرفتن، آن‌را بر روی مدارت چاپی یا فیبرهای سوراخ‌دار مسی پیاده می‌کنند.

## کارکرد بردبورد
بردبورد، از بدنۀ پلاستیکی و نوارهای اتصال‌دهندۀ فلزی (معمولاً مسی) تشکیل شده‌است. این نوارها در ردیف‌های پنج‌تایی در زیر بردبورد بدون هیچ اتصالی با هم قرار دارند و دست‌رسی به آن‌ها از راه سوراخ‌های روی بردبورد امکان‌پذیر است. از این راه، پایه‌های قطعات الکترونیکی به یکدیگر وصل شوند؛ برای استفاده از بردبورد کافی‌ست پایه‌های قطعات در سوراخ‌ها فرو برده شوند.

## نگارخانه

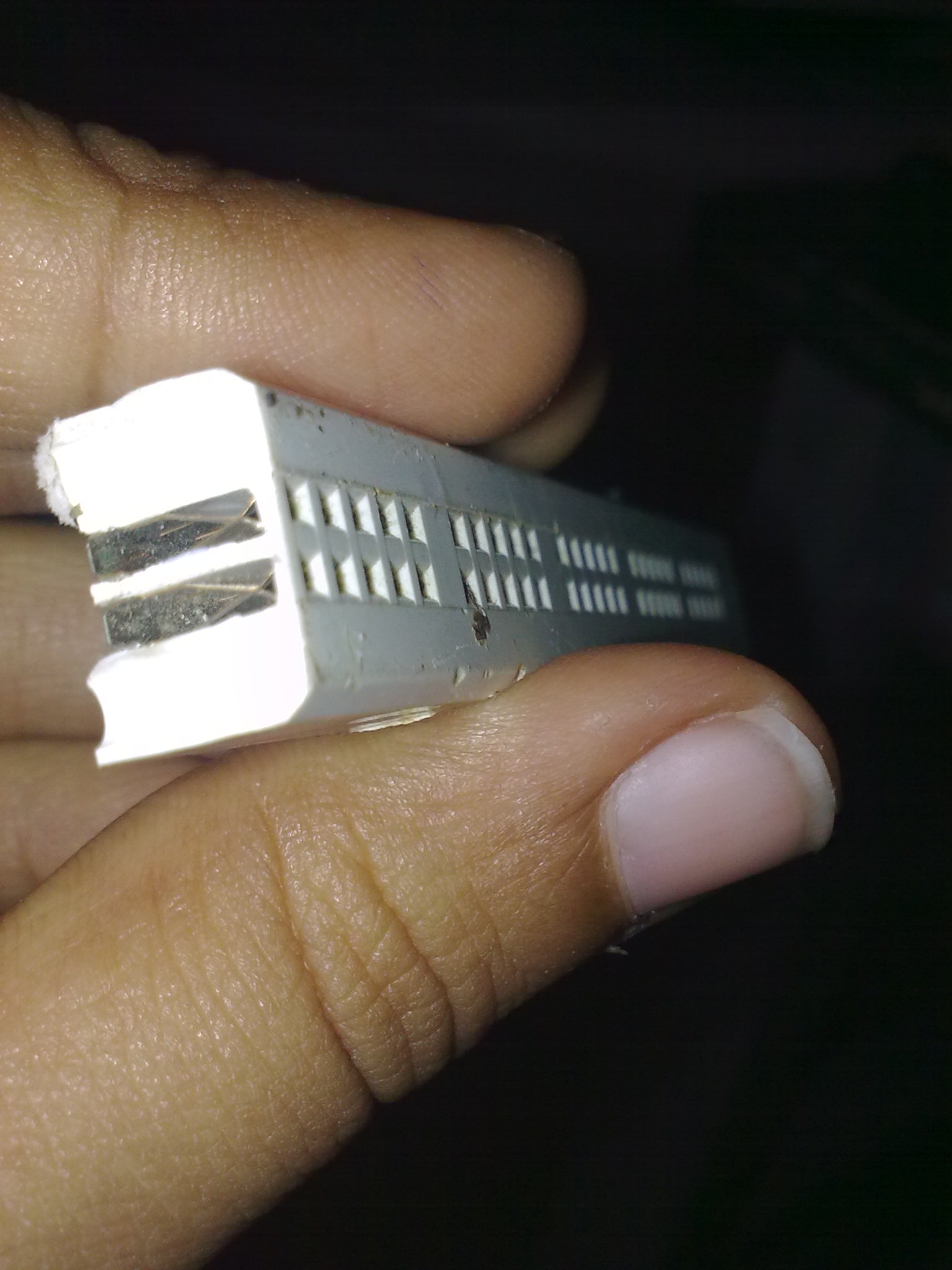
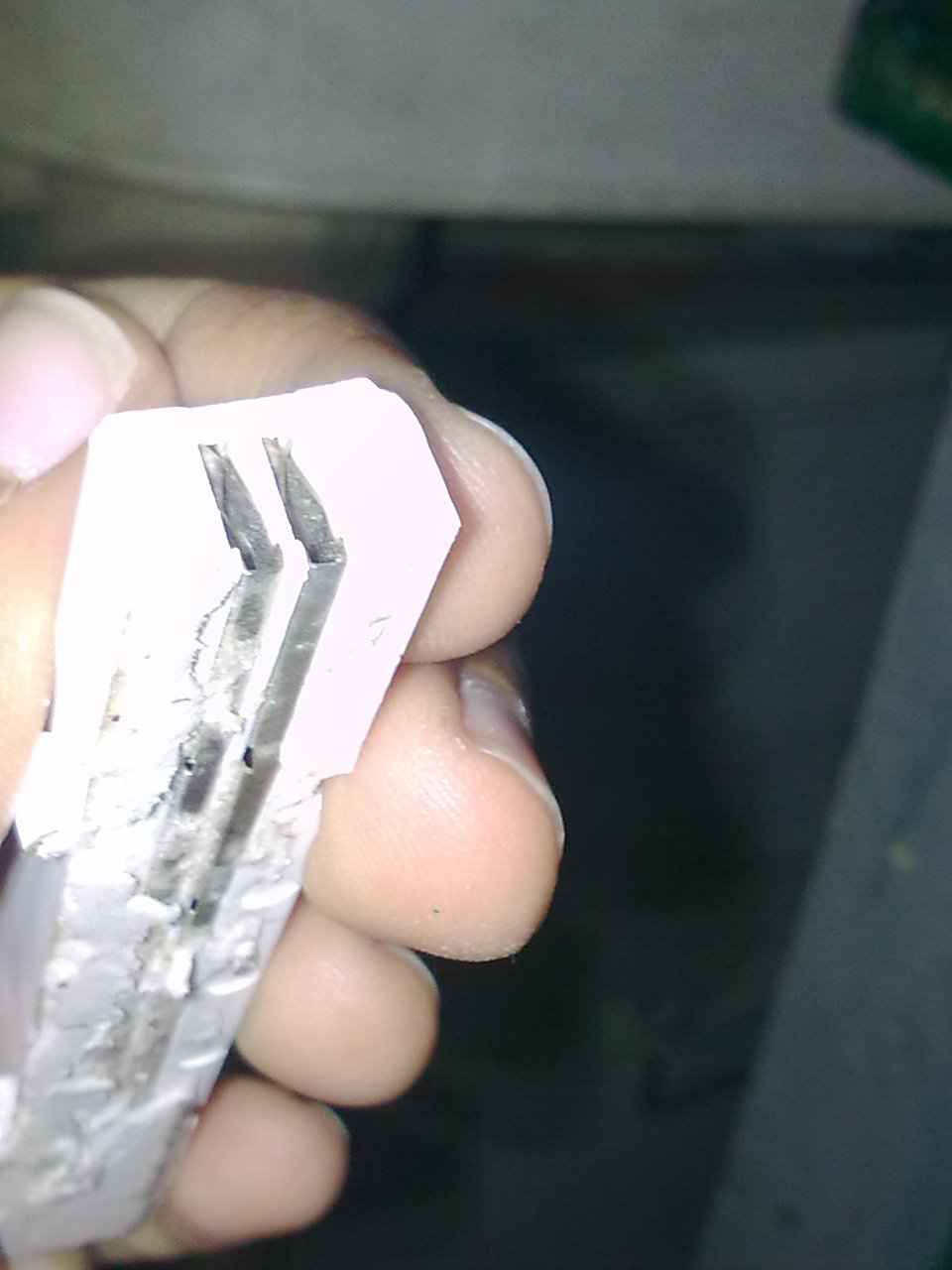
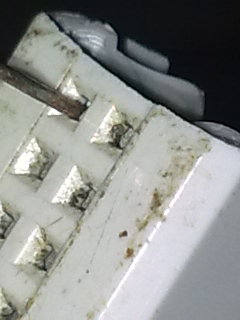
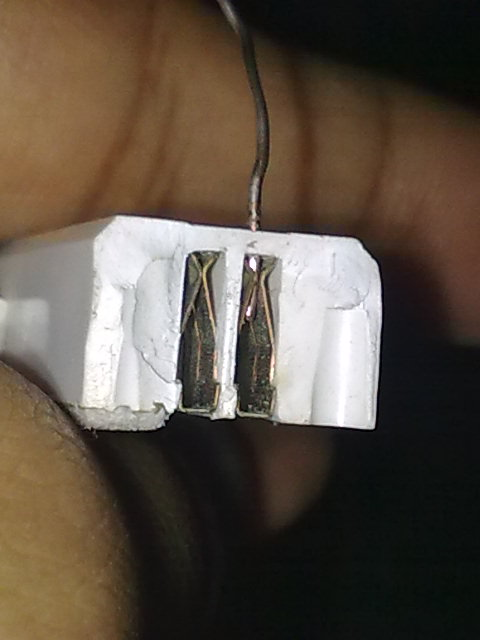
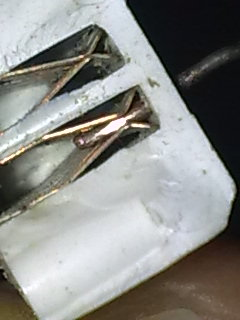
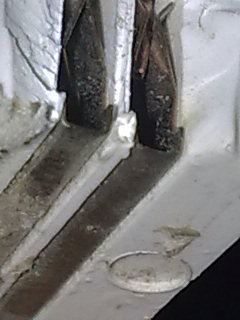

## پیوندهای وابسته
- فیبر مدار چاپی